# Okres Łęczna
Okres Łęczna (polsky Powiat łęczyński) je okres v polském Lublinském vojvodství. Rozlohu má 633,75 km² a v roce 2020 zde žilo 57 218 obyvatel. Sídlem správy okresu je město Łęczna.

## Gminy
Městsko-vesnická:
- Łęczna

Vesnické:
- Cyców
- Ludwin
- Milejów
- Puchaczów
- Spiczyn

## Město
- Łęczna

## Sousední okresy
| Růžice kompasu | Lubartów | Parczew      | Włodawa | Růžice kompasu |
| Růžice kompasu | Lublin   | Sever        |         | Růžice kompasu |
| Růžice kompasu | Lublin   | Okres Łęczna |         | Růžice kompasu |
| Růžice kompasu | Lublin   | Jih          |         | Růžice kompasu |
| Růžice kompasu | Świdnik  |              | Chełm   | Růžice kompasu |